# Saban Entertainment
Saban Entertainment, Inc. (Saban International, для діяльності за межами США; теперішня назва BVS Entertainment, Inc.) була незалежною американо-ізраїльскої компанією створеної в 1980 році Хаїмом Сабаном та Шукі Леві, що здійснювала розповсюдження телепродукції власного виробництва по всьому світу.

## Історія

### Ранні роки
Saban Entertainment була створена в 1980 під назвою «Saban Productions».
В 1986, Saban Productions придбала права на дитячі телепередач компанії DIC Enterprises у її Холдингової компанії DIC Animation City, а згодом продала ці права компанії Жана Шалопена C&D. Після цього DIC позивалась до суду на Saban за нанесення матеріальної шкоди. В 1991 році судовий процес припинився за згодою сторін.
В 1998 році компанію було переіменовано на Saban Entertainment.

### Партнерські відносини з Marvel Entertainment Group
У серпні 1996 року за Saban були закріплені права на виробництво і трансляцію мультсеріалів від Marvel Entertainment в інших країнах. Контракт був підписаний на сім років.
У тому ж 1996 році компанія Fox Children's Productions об'єдналася з Saban для формування телевізійної мережі Fox Kids Worldwide і перенесення туди бібліотеки мультсеріалів Marvel. На каналі Fox Kids почали транслювати значну частину шоу від Saban.
Marvel разом з Saban працювали над мультсеріалом про Капітана Америку, прем'єра якого повинна була відбутися восени 1998 року. Однак через банкрутство Marvel мультсеріал так і не був випущений.
В липні 1996 Fox Children's Network придбала права у Marvel Entertainment Group на анімаційні серіали виробництва Marvel. В тому ж році Fox Children's Productions об'єдналась з Saban для формування телевізійної мережі Fox Kids Worldwide, куди і була перенесена бібліотека анімаційної продукції Marvel
Таким чином на телеканалі Fox Kids поряд із значною кількістю виробленої продукції Saban транслювались такі анімаційні серіали Марвел: Неймовірний Халк, Фантастична четвірка, Срібний Серфер, Люди Х, Людина-павук.
Восени 1998 року Saban Entertainment разом з Marvel Studios мали запустити спільний анімаційний серіал Капітан Америка, однак прем'єра не відбулась, а виробництво серіалу було згорнуте через банкрутство останніх.

### Закриття
23 липня 2001 року було оголошено, що Saban Entertainment, як складова частина групи компаній Fox Family Worldwide, буде продана компанії The Walt Disney Company
24 жовтня 2001 року продаж було завершено та групу було перейменовано в BVS (Buena Vista Studios) Entertainment.
Того ж року Хаїм Сабан виокремив та продав Saban International Paris для створення незалежної студії. Disney все ж таки викупив 49 % цієї компанії, яку 1 Жовтня 2002 року було перейменовано на SIP Animation. Компанія продовжувала виробництво телепродукції до 2009 року.
Оскільки Saban Capital Group викупило назад права на серіали Power Rangers та Digimon, BVS Entertainment стало правовласником всієї телепродукції компанії Saban Entertainment та телеканалу Fox Kids.

## Saban International Paris
Saban International Paris, пізніше SIP Animation, компанія з виробництва телевізійної продукції, що базувалась у Франції та здійснювала діяльність з 1977 по 2009 рік.
Saban International Paris була заснована у Франції Хаїмом Сабаном Haim Saban and Жаклін Торджман як студія звукозапису в 1977 році. В 1989 році Saban International Paris змінила діяльність на виготовлення анімаційної продукції. Студією було виготовлено багато анімаційних серіалів для Fox Kids Europe в 1990-х та 2000-х роках. Хаїм Сабан відокремив компанію від Fox Family Worldwide в 2001 році, та змінив назву на SIP Animation 1 жовтня 2002 року для збереження компанії від поглинення компанією The Walt Disney Company. В 2000-х SIP продовжувало брати участь у виготовленні анімаційних серіалів для Jetix Europe (попередня назва Fox Kids Europe).
SIP Animation було закрито у 2009 році.

## Вибраний список телепродукції
Saban Entertainment
- Люди Х / X-Men (1992—1997) (у співпраці з Graz Entertainment, Marvel Entertainment Group and in Association with Genesis Entertainment)
- Джин Джин з країні Пандаленд / Jin Jin and the Panda Patrol (1994)
- Принцеса Тенко / Tenko and the Guardians of the Magic (1995—1996)
- Срібний серфер / Silver Surfer (1998) (у співпраці з Marvel Studios)
- Поганий пес / Bad Dog (1998—1999) (у співпраці з CinéGroupe)
- Ферма чудовиськ / Monster Farm (1998—1999)
- Секретні матеріали псів-шпигунів / The Secret Files of the Spy Dogs (1998—1999)
- Пірат Скажений Джек / Mad Jack the Pirate (1998—1999)
- The Avengers: United They Stand (1999—2000) (у співпраці з Marvel Studios)
- Дітки з класу 402 / The Kids from Room 402 (1999—2000) (у співпраці з CinéGroupe)
- NASCAR Racers (1999—2001)
- Людина-павук (Unlimited) / Spider-Man Unlimited (1999—2001) (у співпраці з Marvel Studios)
- Action Man (2000—2002)
- Що з Енді? / What's with Andy? (1-й сезон) (2001—2002) (у співпраці з CinéGroupe)[21]

Saban International Paris
- Пригоди маленької русалоньки / Saban's Adventures of the Little Mermaid (1991, у співпраці з Antenne 2, Hexatel, Fuji TV and Fuji Eight Co., Ltd.)
- Сім'я Чому / Saban's The Why Why Family (1995—1998, у співпраці з France 3 and ARD/Degeto)
- Пригоди Олівера Твіста / Saban's Adventures of Oliver Twist (1996—1997)
- Принцеса Сіссі / Saban's Princess Sissi (1997—1998, у співпраці з CinéGroupe, France 3, RAI, Ventura Film Distributors B.V. and Créativité et Développement)
- Волтер Мелон / Walter Melon (1998—1999, у співпраці з France 2, ARD/Degeto and Scottish Television Enterprises)
- Вуншпунш / Wunschpunsch (2000, у співпраці з CinéGroupe, Société Radio-Canada, Ventura Film Distributors B.V. and TF1)
- Дияволік / Saban's Diabolik (2000—2001, co-production with M6, Ashi Productions and Mediaset S.p.A.)
- Джим Ґудзик і машиніст Лукас / Jim Button and Luke the Engine Driver (2000—2001, у співпраці з CinéGroupe, Westdeutscher Rundfunk, Ventura Film Distributors B.V., TF1, ARD/Degeto and Thomas Haffa/EM.TV)

### SIP Animation
- Інспектор Гаджет та Гаджетіни / Gadget & the Gadgetinis (2002—2003, Gadget & the GadgetinisFox Kids Europe, DiC Entertainment, M6, Channel 5 (UK) та Mediatrade S.P.A.)
- Що з Енді? / What's with Andy? (2003—2004, у співпраці з CinéGroupe таFox Kids Europe) (2-й сезон)
- Сімейка Тофу / The Tofus (2004—2005, у співпраці з CinéGroupe)
- W.I.T.C.H. (2004—2006, co-production with The Walt Disney Company, in association with Jetix Europe)
- A.T.O.M. — Alpha Teens on Machines (2005—2006, co-production with Jetix Europe)

### Телесеріали
- Нова сімейка Адамсів / The New Addams Family (1998—1999)